# 주요 지방도

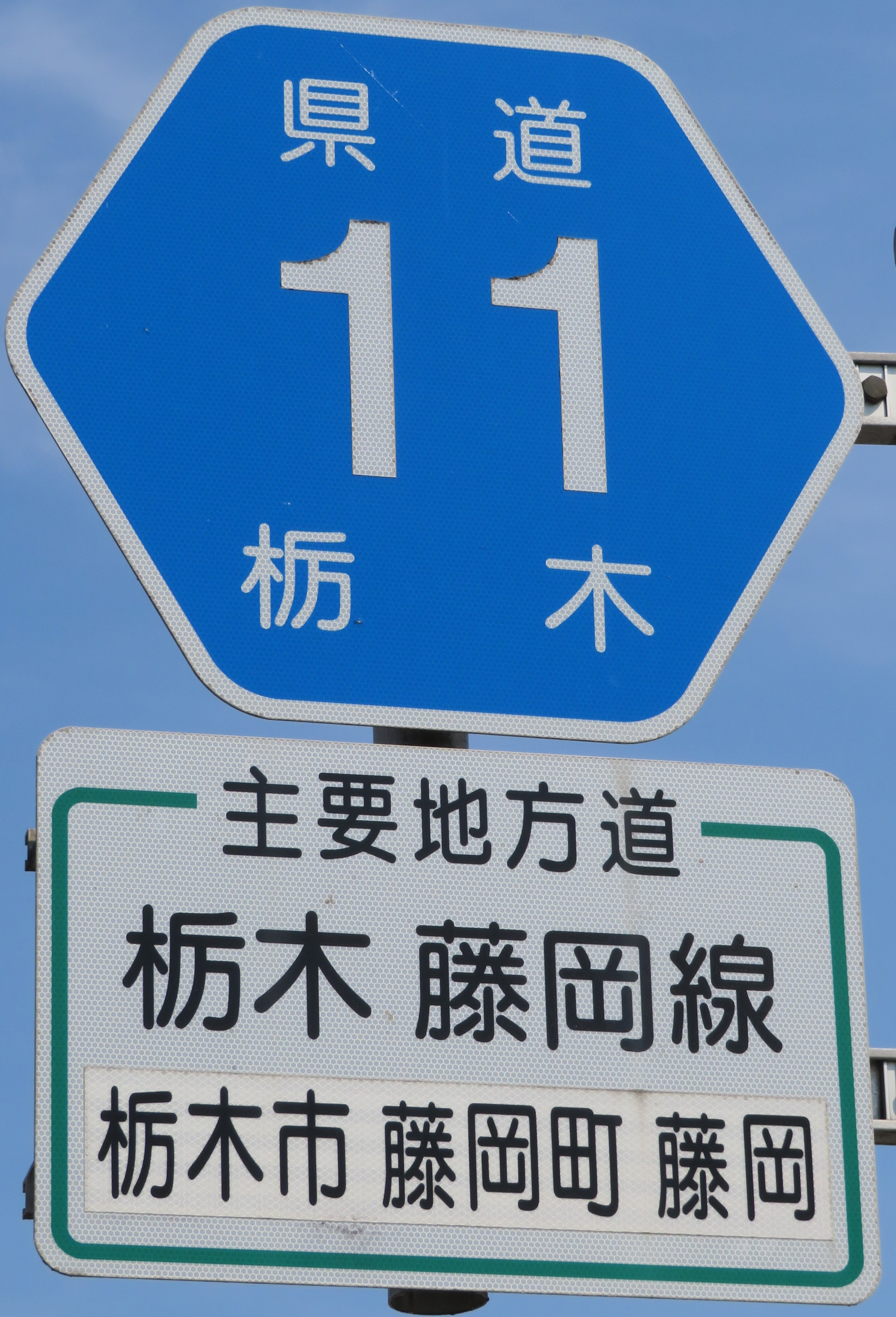
주요 지방도의 노선번호 표지판이다. 화면상에 있는 것은 도치기현도 제11호선으로 되어 있다.

주요 지방도(일본어: 主要地方道)는 일본에 있는 도로의 분류 기호상의 하나로, 도로법 제56조의 규정에 따라 당시 건설대신(현재의 국토교통대신)이 원칙적으로 지정된다. 그러나 해당 지역에서 중요한 임무, 소임, 구실 등을 총괄적으로 담당하게 되는 도도부현도 혹은 시도로 구분된다. 그리고 지정되어 있던 과정상 6차례에 걸친 개편이 있던 것으로 알려져 왔다. 예를 들어 오사카부도 제19호선, 아이치현도 제23호선, 지바현도 제1호선, 도쿄도도 제5호선, 니가타현도 제45호선 등이 주요 지방도로 분류한다. 그러니까 홋카이도와 오키나와현을 제외한 45개의 도부현(都府県)에 한정할 경우, 1번에서 100번으로 지정된 도도부현도일 경우 주요 지방도로 지정된다. 다만 홋카이도는 지역에 따라 상이하게 다를 수도 있다.

## 번호의 예외 조항
- 홋카이도도의 경우 100번대의 번호를 가진 노선은 전부 주요 지방도로 지정된다.
- 도치기현도 제100호 이시바시 정차장 선 같은 경우, 일반 현도로 지정되어 있다.[1]
- 도쿄도도의 특례 도로인 300번대의 번호를 가진 노선들은 원칙적으로 주요 지방도로 지정되어 있다.
- 후쿠오카현도 같은 경우 홋카이도, 도쿄도, 야마나시현 등과 비슷하게 도로망이 많아지게 되면서 후쿠오카현도 제151호 우키하 구사노 구루메 선 같은 경우 예외적으로 주요 지방도로 지정되어 있다.
- 오이타현도에서는 오이타현도 제57호 다케타 이누카이 선은 예외적으로 일반 현도로 지정된 상태이다. 사유는 국도 제57호선의 일부가 지정 변경된 것으로 드러난다.
- 오키나와현도는 미국 통치 하의 류큐(일본어판) 시절의 잔재가 남아 있어, 주요 지방도와 일반현도가 혼재되어 있는 상태가 있는 국도 노선들이 새롭게 배정되어 있는 경우를 가진 국도 노선들이 대부분이다.

## 같이 보기
- 도도부현도
- 시정촌도
- 농도 (도로)